# AGM-28 (ミサイル)
AGM-28 ハウンド・ドッグ
飛行中のAGM-28
- 用途：空対地戦域攻撃
- 分類：空対地ミサイル、核ミサイル
- 製造者：ノースアメリカン
- 運用者： アメリカ空軍
- 生産数：722基[1]
- 運用開始：1960年[1]
- 退役：1975年[1]
- 運用状況：退役
- ユニットコスト：AGM-28A：$609,073[2]

AGM-28 ハウンド・ドッグ（Hound Dog）は、アメリカ合衆国で開発された大型の空対地ミサイルである。

## 概要
有翼でジェットエンジン推進の巡航ミサイルである。W28核弾頭を搭載し、戦略爆撃部隊に配備された。開発開始は1956年、初飛行は1959年である。
アメリカ空軍のB-52戦略爆撃機（G型以降）の主要な兵器システムとして、1960年代を通じて配備されていた。1976年に全基退役し、後継のSRAM ミサイルに取って代わられた。
AGM-28は大型のためB-52の爆弾倉に格納することができず、左右の内翼下のパイロンに一機ずつ搭載する。AGM-28のジェットエンジンは搭載状態でもB-52から始動・停止を任意に行うことができ、B-52離陸時にミサイルのジェットエンジンを始動させ離陸推力を補助する事ができる。なお離陸に使用した分のミサイルの燃料はB-52から補充することができる。
ミサイルは細長い胴体、胴体の後部下に胴体よりも太く短いジェットエンジンを取り付けた形状をしており、主翼は胴体後部左右にある。尾翼は垂直尾翼のみを有している。

## 諸元
| 機体名     | 機体名     | AGM-28A | AGM-28B |
| ---------- | ---------- | --- | --- |
| 全長       | 全長       | 42.5フィート (13.0 m)                                                                                         | 42.5フィート (13.0 m)                                                                                         |
| 全幅       | 全幅       | 12.2フィート (3.7 m)                                                                                          | 12.2フィート (3.7 m)                                                                                          |
| 全高       | 全高       | 9.4フィート (2.9 m)                                                                                           | 9.4フィート (2.9 m)                                                                                           |
| 胴体直径   | 胴体直径   | 2.4フィート (0.73 m)                                                                                          | 2.4フィート (0.73 m)                                                                                          |
| 翼面積     | 翼面積     | 81.95平方フィート (7.613 m2)                                                                                  | 81.95平方フィート (7.613 m2)                                                                                  |
| エンジン   | エンジン   | Pratt & Whitney J52-P-3 (推力：33.36 kN) ×1                                                                   | Pratt & Whitney J52-P-3 (推力：33.36 kN) ×1                                                                   |
| 弾頭       | 弾頭       | W28核弾頭 (核出力：70 kt - 1.45 Mt)                                                                           | W28核弾頭 (核出力：70 kt - 1.45 Mt)                                                                           |
| 誘導方式   | 誘導方式   | INS | INS |
| ミッション | ミッション | Design Mission                                                                                                | Design Mission                                                                                                |
| 空虚重量   | 空虚重量   | 5,919ポンド (2,685 kg)                                                                                        | 6,077ポンド (2,756 kg)                                                                                        |
| 弾頭重量   | 弾頭重量   | 1,675ポンド (760 kg)                                                                                          | 1,742ポンド (790 kg)                                                                                          |
| 総重量     | 総重量     | 9,716ポンド (4,407 kg)                                                                                        | 10,147ポンド (4,603 kg)                                                                                       |
| 燃料       | 燃料       | 308米ガロン (1,170 l; 256 imp gal)                                                                            | 337米ガロン (1,280 l; 281 imp gal)                                                                            |
| 速度       | 速度       | M0.85 ⇒ M2.01 ⇒ M1.11 (投下時 ⇒ ダイブ開始時 ⇒ 起爆時)                                                        | M0.85 ⇒ M2.01 ⇒ M1.11 (投下時 ⇒ ダイブ開始時 ⇒ 起爆時)                                                        |
| 投下高度   | 投下高度   | 45,000フィート (14,000 m)                                                                                     | 45,000フィート (14,000 m)                                                                                     |
| 最高高度   | 最高高度   | 56,800フィート (17,300 m)                                                                                     | 56,200フィート (17,100 m)                                                                                     |
| 射程       | 最大射程   | 633海里 (1,172 km; 728 mi)                                                                                    | 683海里 (1,265 km; 786 mi)                                                                                    |
| 射程       | 実用射程   | 602海里 (1,115 km; 693 mi)                                                                                    | 652海里 (1,208 km; 750 mi)                                                                                    |
| CEP        | CEP        | 距離350海里 (650 km; 400 mi) :6,500フィート (2,000 m) 距離600海里 (1,100 km; 690 mi) :3,500フィート (1,100 m) | 距離350海里 (650 km; 400 mi) :3,600フィート (1,100 m) 距離600海里 (1,100 km; 690 mi) :5,800フィート (1,800 m) |

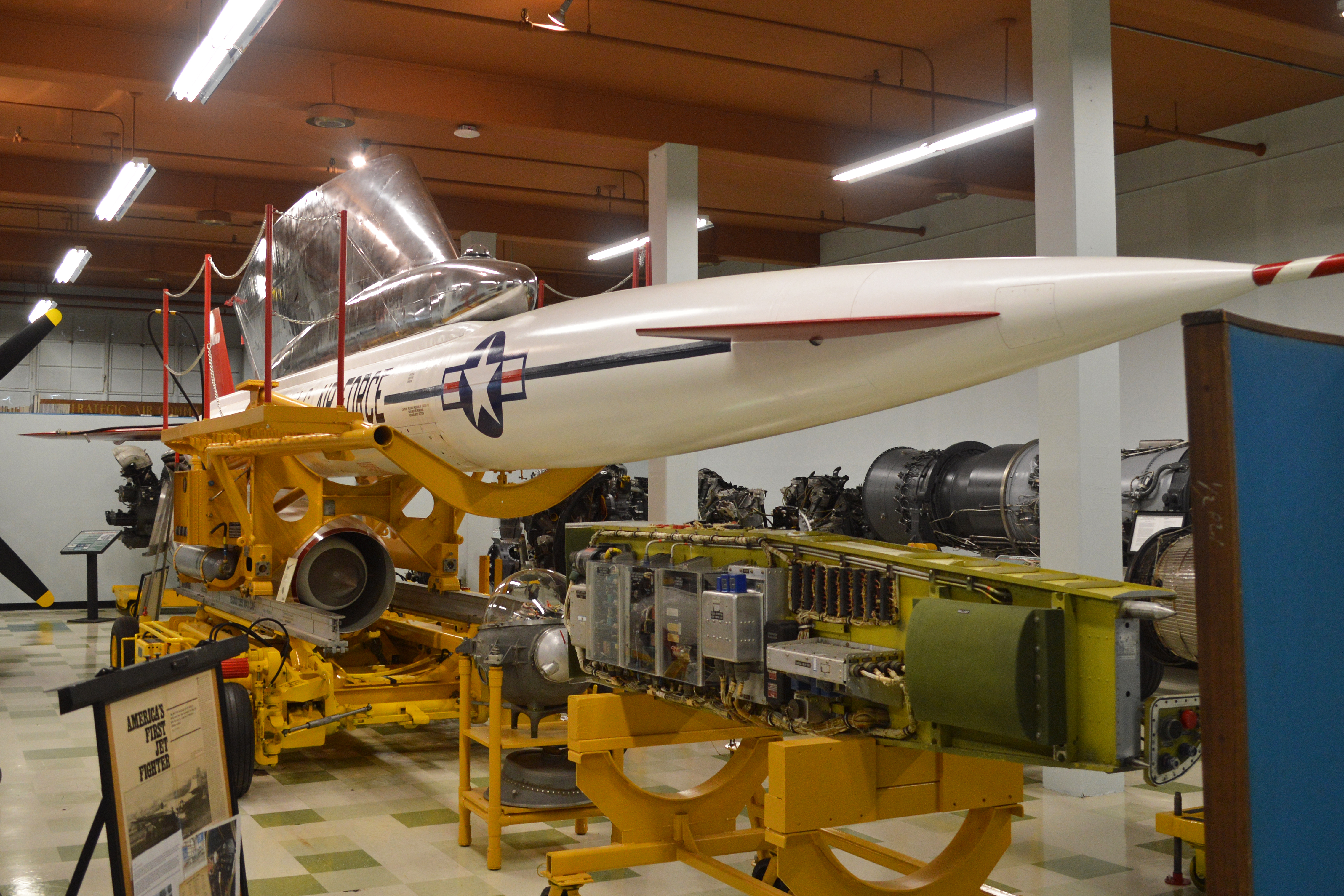
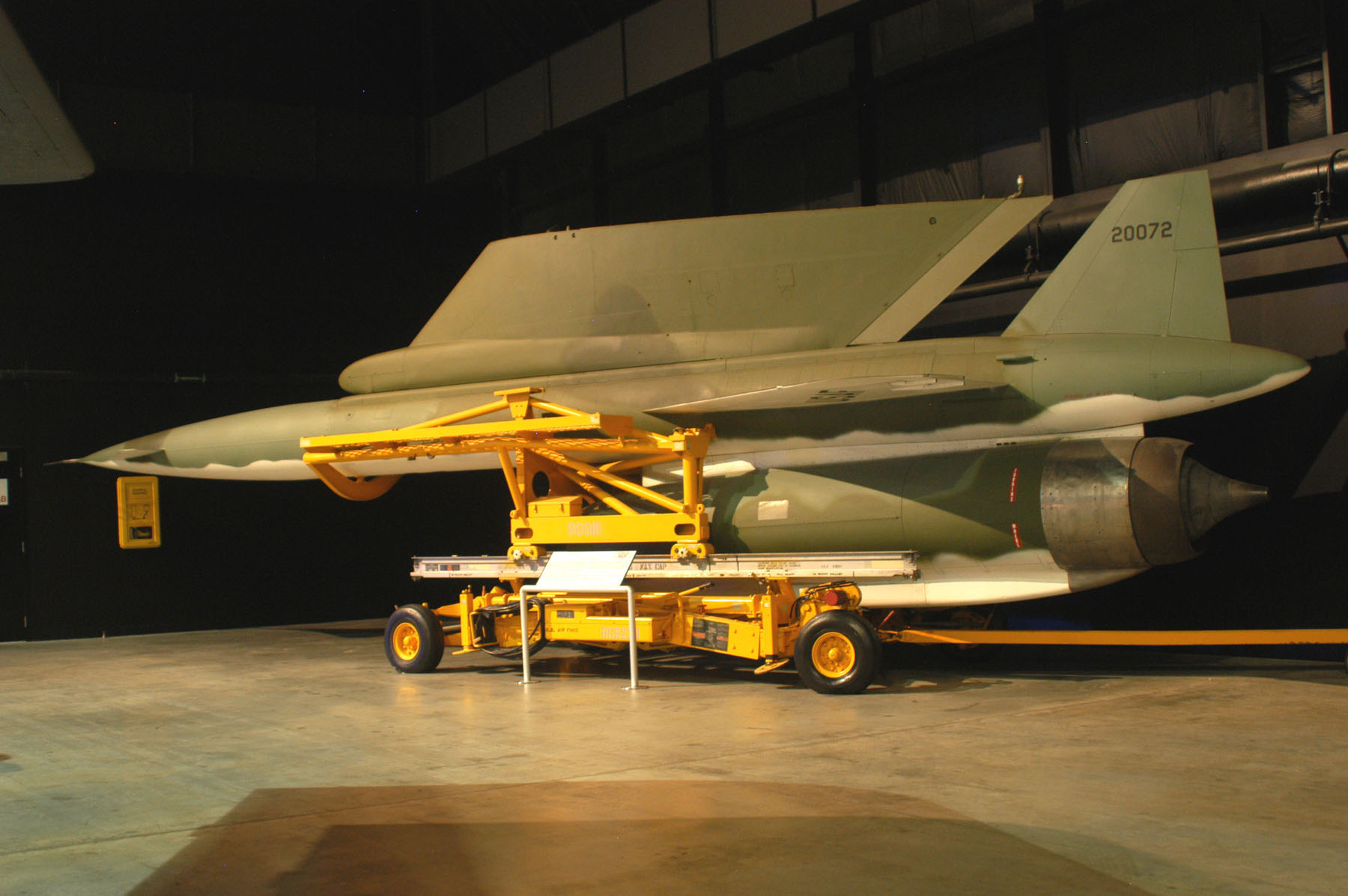
国立アメリカ空軍博物館に展示されているAGM-28B